# Neotanais kurchatovi
Neotanais kurchatovi är en kräftdjursart som beskrevs av Kudinova-pasternak 1975. Neotanais kurchatovi ingår i släktet Neotanais och familjen Neotanaidae. Inga underarter finns listade i Catalogue of Life.